# Nemzetközi dollár
A nemzetközi dollár vagy Geary–Khamis-dollár egy elvi pénzmennyiség, melynek vásárlóereje pontosan ugyanannyi, mint adott időben az Amerikai Egyesült Államokbéli dolláré, tehát tulajdonképpen amerikai dollár vásárlóerő-paritáson átszámítva. Ezzel azt lehet objektíven értékelni, hogy valamely pénzmennyiség mennyit ér valójában egy országon belül, ezért országok gazdasági összehasonlításához, és különböző időpontok közötti összevetéshez is használják. Segítségével például több ország személyenkénti bruttó hazai termékének (GDP) vizsgálatakor sokkal pontosabb képet kapunk az életszínvonalról, mintha egyszerűen átváltanánk őket valamilyen más valutára.
A kifejezést – bár nem igazán elterjedt – a Világbank és a Nemzetközi Valutaalap is használja kimutatásaiban.
A nemzetközi dollárban kifejezett mennyiségek nem válthatóak át más valutára az éppen aktuális árfolyamokon, ez helyesen a tanulmányban figyelembe vett vásárlóerő-paritás alapján tehető meg.